# Dikanca
Dikanca (serb. Диканце, Dikance) – wieś w Kosowie, w regionie Prizren, w gminie Dragaš. W 2011 roku liczyła 124 mieszkańców. 